# Rosavine

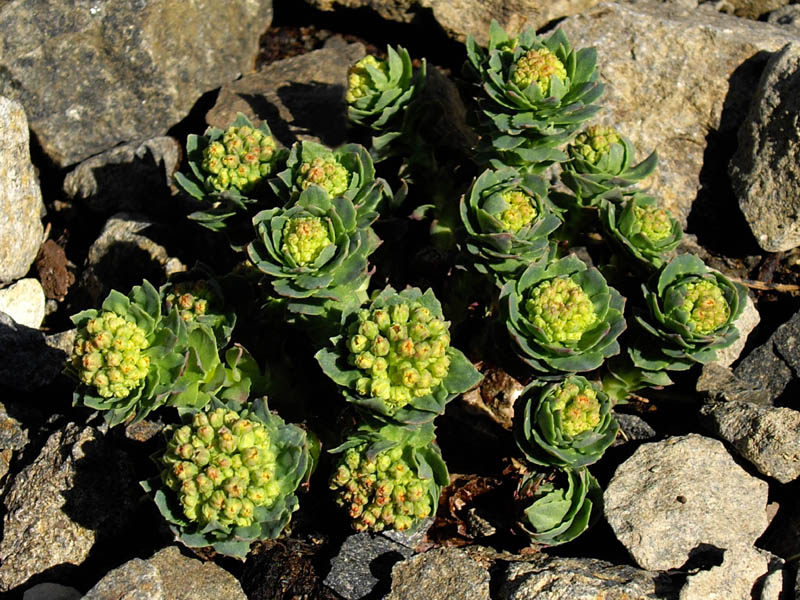
Rhodiola rosea

Rosavine sind eine Gruppe von Naturstoffen, die insbesondere aus Arten der Pflanzengattung Rhodiola wie etwa dem Rosenwurz (Rhodiola rosea) isoliert wurden. Chemisch handelt es sich um Glycoside des Zimtalkohols.

## Vertreter
Vertreter sind das Glucosid Rosin und die Diglycoside Rosavin und Rosarin.
|                     | Rosin                                          | Rosavin                                                                       | Rosarin                                                                       |
| ------------------- | ---------------------------------------------- | ----------------------------------------------------------------------------- | ----------------------------------------------------------------------------- |
| Strukturformel      |                                                |                                                                               |                                                                               |
| Systematischer Name | (2E)-3-Phenylprop-2-en-1-yl-β-D-glucopyranosid | (2E)-3-Phenylprop-2-en-1-yl-6-O-α-L-arabinopyranosyl-(1→6)-α-D-glucopyranosid | (2E)-3-Phenylprop-2-en-1-yl-6-O-α-L-arabinofuranosyl-(1→6)-β-D-glucopyranosid |
| Summenformel        | C15H20O6                                       | C20H28O10                                                                     | C20H28O10                                                                     |
| Molare Masse        | 296,32 g·mol−1                                 | 428,43 g·mol−1                                                                | 428,43 g·mol−1                                                                |
| CAS-Nummer          | 85026-55-7                                     | 84954-92-7                                                                    | 84954-93-8                                                                    |
| Wikidata            | Q15424776                                      | Q104389124                                                                    | Q15424778                                                                     |

## Eigenschaften
Rosavine gelten neben Phenylethanoiden (z. B. Salidrosid) zu den wirksamkeitsbestimmenden Inhaltsstoffen der Heilpflanze Rosenwurz und kommen darin mengenmäßig erheblich variabel vor. Zubereitungen aus dem Rosenwurzwurzelstock oder den -wurzeln werden traditionell bei Stress, Müdigkeit, Schwächegefühl und mentaler Erschöpfung angewendet. Rosin, Rosavin und Rosarin sind Marker-Substanzen für die Identifizierung und Qualitätsbeurteilung der Rohware und von daraus hergestellten Extrakten. Für Dietary Supplements (Nahrungsergänzungsmittel) definiert das amerikanische Arzneibuch USP beispielsweise den Mindestgehalt an Phenylpropenoidglycosiden (ermittelt als Summe der drei Stoffe) in der Arzneidroge als mindestens 0,3 %.

## Biosynthese

Biosynthese der Rosavine

Die Biosynthese der Rosavine in Rhodiola ist auf wenige Arten beschränkt, wo sie spontan in den Wurzeln und Rhizomen der Pflanze erfolgt. Die Zimtalkoholglykoside sind Produkte des Phenylpropanoid-Stoffwechsels und leiten sich vom L-Phenylalanin ab: Die Phenylalanin-Ammoniak-Lyase (PAL) desaminiert L-Phenylalanin zur E-Zimtsäure (trans-Zimtsäure). Aus ihr wird durch die Hydroxyzimtsäure-CoA-Ligase (4CL) Zimtsäure-CoA-Ester gebildet. Dieser CoA-Ester wird durch Zimtsäure-CoA-Reduktase (CCR) zu Zimtaldehyd und weiterhin durch Zimtalkohol-Dehydrogenase (CAD) zu Zimtalkohol reduziert. Daraus erfolgt enzymatisch katalysiert die Bildung der Zimtalkoholglycoside: Durch einen Glukosetransfer entsteht Rosin, das einfachste Zimtalkoholglykosid. Im Weiteren entstehen durch Addition einer Arabinopyranose-Einheit Rosavin bzw. durch Addition einer Arabinofuranose-Einheit das Rosarin. Weitere Glykoside können ebenfalls gebildet werden.